# Stazione di Remanzacco
La stazione di Remanzacco è una stazione ferroviaria della linea Udine-Cividale a servizio dell'omonimo comune.

## Storia
Fu aperta come fermata il 24 giugno 1886 assieme al resto della linea ferroviaria.
In seguito, fu trasformata in stazione e dotata del binario di raddoppio.
Grazie ai finanziamenti ottenuti nel 1987 dalla Gestione commissariale governativa delle Ferrovie Venete-Ferrovia Udine Cividale per il potenziamento della linea ferroviaria fu possibile negli anni seguenti rifare i marciapiedi e installare le pensiline.

## Strutture e impianti
La stazione è gestita in telecomando dalla stazione di Cividale. Il piazzale è dotato di due binari.

## Movimento
La stazione è servita dai treni regionali FUC della linea ferroviaria.